# Boris Lindqvist
Karl Boris Lennart Lindqvist, född 22 december 1940 i Solna, död 15 oktober 2017 på Cypern, var en svensk sångare, känd som Boris. Han ledde, bland annat, grupperna Boris & His Jailers, Boris & The Beat Dogs och Boris Jazz 'n' Roll Band. 
Boris blev en av landets första rockkungar när han 1957 slog igenom som Rock-Boris. Han var tidigt sextiotal en svensk pionjär med att anamma soul och souljazz, både i eget namn och i samarbeten med Staffan Abeleen och Carl-Henrik Norins orkestrar, med det blev även svensktopp och schlager med Ann-Louise Hanson, Bengt-Arne Wallin och Telstars samt på sjuttiotalet med Beatmakers och Dobbers.
På senare år spelade och sjöng han alltmer jazz, men uppträdde även på nostalgigalor med Rockfolket, Rock-Olga, Burken och Little Gerhard.

## Diskografi i urval
- En liten snobb
- Håll dej till höger, Svensson (i samband med högertrafikomläggningen 1967, som sångare i Telstars[2])
- Hey, hey Paula (duett med Ann-Louise Hanson)
- Boris Jazz 'N' Roll Band – Lounging At The Waldorf